# Rhipidura threnothorax
Rhipidura threnothorax là một loài chim trong họ Rhipiduridae.